# Brigitte Gefroy
Brigitte Gefroy es una deportista francesa que compitió en taekwondo. Ganó dos medallas de bronce en el Campeonato Europeo de Taekwondo en los años 1990 y 1992.

## Palmarés internacional
| Campeonato Europeo | Campeonato Europeo | Campeonato Europeo | Campeonato Europeo |
| Año                | Lugar              | Medalla            | Categoría          |
| ------------------ | ------------------ | ------------------ | ------------------ |
| 1990               | Århus (Dinamarca)  | Medalla de bronce  | –65 kg             |
| 1992               | Valencia (España)  | Medalla de bronce  | –65 kg             |